# لوتوما دياباتيزا
لوتوما دياباتيزا (بالفرنسية: Lutuma Diabateza)‏ (مواليد 9 نوفمبر 1962) هو ملاكم من جمهورية الكونغو الديمقراطية، مثّل بلاده في الألعاب الأولمبية الصيفية 1984.

## روابط خارجية
لوتوما دياباتيزا على موقع أوليمبيديا (الإنجليزية)